# Glee: The Music, The Graduation Album
Glee: The Music, The Graduation Album je dvanácté soundtrackové album z amerického televizního muzikálového seriálu Glee. Album vyšlo ve Spojených státech amerických dne 15. května 2012 přes vydavatelství Columbia Records. Na albu se objevuje osm písní nahraných pro poslední epizodu třetí série s názvem Goodbye, ale nakonec pouze pět z nich zaznělo v této epizodě.

## Tracklist
| Seznam skladeb v soundtracku | Seznam skladeb v soundtracku      | Seznam skladeb v soundtracku                                         | Seznam skladeb v soundtracku | Seznam skladeb v soundtracku |
| Pořadí                       | Název                             | Autor                                                                | Původní interpret(i)         | Délka                        |
| ---------------------------- | --------------------------------- | -------------------------------------------------------------------- | ---------------------------- | ---------------------------- |
| 1.                           | We Are Young                      | Jack Antonoff, Jeffrey Bhasker, Andrew Dost, Nate Ruess              | fun. feat. Janelle Monáe     | 4:09                         |
| 2.                           | Edge of Glory                     | Stefani Germanotta, Fernando Garibay, Paul Blair                     | Lady Gaga                    | 4:22                         |
| 3.                           | I Won't Give Up                   | Jason Mraz, Michael Natter                                           | Jason Mraz                   | 4:01                         |
| 4.                           | We Are the Champions              | Freddie Mercury                                                      | Queen                        | 3:12                         |
| 5.                           | School's Out                      | Alice Cooper, Michael Bruce, Glen Buxton, Dennis Dunaway, Neal Smith | Alice Cooper                 | 3:22                         |
| 6.                           | I Was Here                        | Diane Warren                                                         | Beyoncé                      | 3:58                         |
| 7.                           | I'll Remember                     | Madonna, Patrick Leonard, Richard Page                               | Madonna                      | 4:13                         |
| 8.                           | You Get What You Give             | Gregg Alexander, Rick Nowels                                         | New Radicals                 | 4:45                         |
| 9.                           | Not the End                       | Chuck Butler, Luke Brown                                             | The So Manys                 | 3:29                         |
| 10.                          | Roots Before Branches             | Adam Anders a Nikki Anders                                           | Room for Two                 | 4:20                         |
| 11.                          | Glory Days                        | Bruce Springsteen                                                    | Bruce Springsteen            | 3:32                         |
| 12.                          | Forever Young                     | Rod Stewart                                                          | Rod Stewart                  | 3:54                         |
| 13.                          | Good Riddance (Time of Your Life) | Billie Joe Armstrong, Green Day                                      | Green Day                    | 2:31                         |

## Umístění v hitparádách
| Hitparáda (2012)      | Nejvyšší umístění |
| --------------------- | ----------------- |
| Canadian Albums Chart | 6                 |
| Irish Albums Chart    | 14                |
| UK Albums Chart       | 17                |
| US Billboard 200      | 8                 |